# Raik Nowka

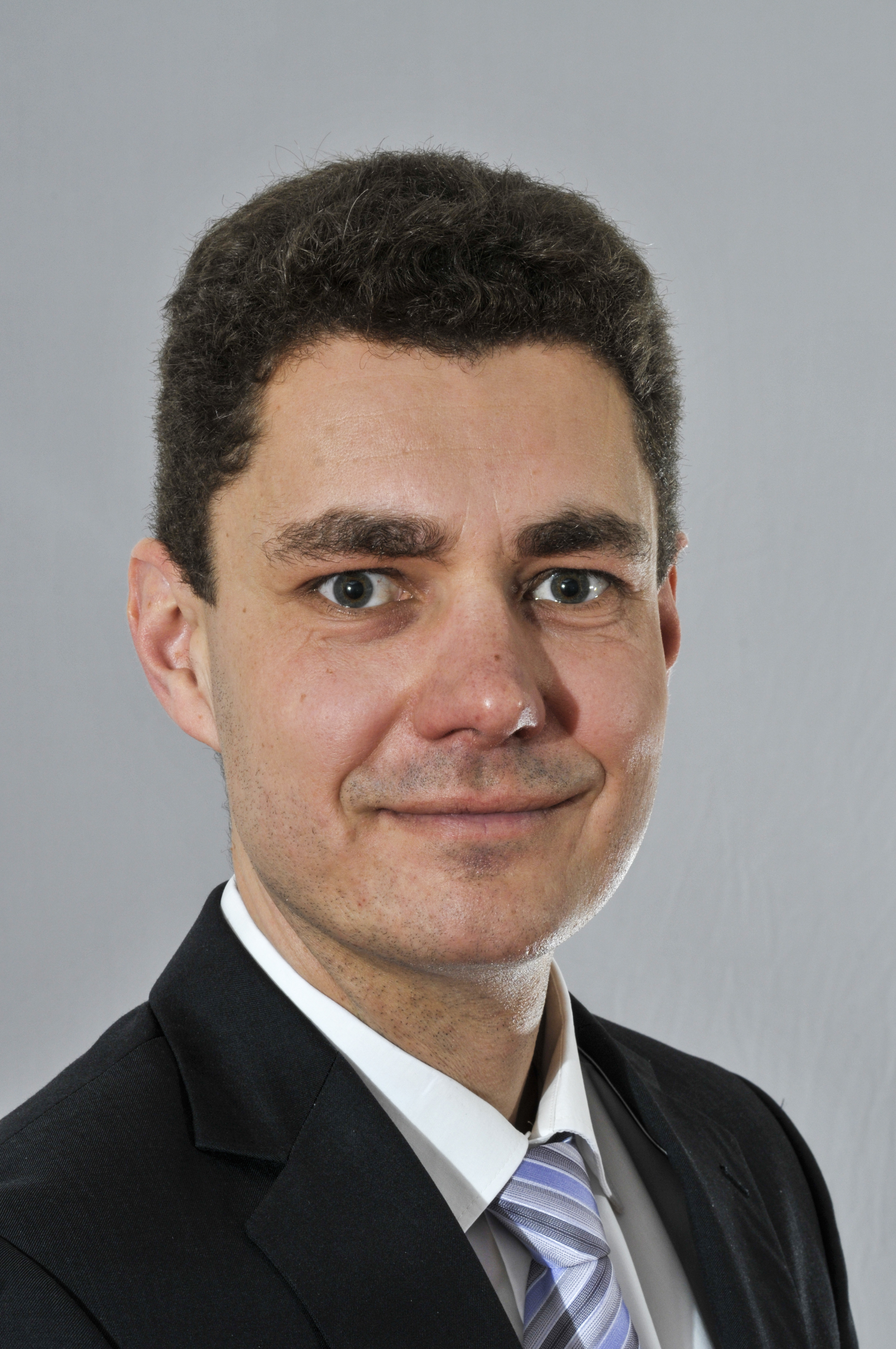
Raik Nowka 2016

Raik Nowka  (* 14. Februar 1975 in Spremberg, DDR) ist ein deutscher Politiker (CDU) und Jurist. Zwischen 2014 und 2019 war er Abgeordneter im Landtag Brandenburg und gesundheitspolitischer Sprecher der CDU-Fraktion in Potsdam.

## Leben und Beruf
Nach dem Abitur am Erwin-Strittmatter-Gymnasium in Spremberg und dem anschließenden Grundwehrdienst im Jahr 1993, studierte Raik Nowka von 1994 bis 1999 Rechtswissenschaften an der Universität in Potsdam. Dort absolvierte er  sein erstes juristisches Staatsexamen. Das Rechtsreferendariat am Landgericht Cottbus schloss er im Jahr 2001 mit dem zweiten juristischen Staatsexamen ab.
Danach arbeitete Raik Nowka als Sachgebietsleiter im Sozialamt der Stadt Spremberg. 2003 wechselte er als Referatsleiter für die Kranken- und Pflegeversicherung zur Knappschaft-Bahn-See nach Cottbus. Nowka ist verheiratet und hat drei Kinder. Er wohnt im Spremberger Ortsteil Graustein.

## Politische Tätigkeit
Nowka ist seit dem Jahr 2011 Mitglied der CDU. Zudem ist er seit den Kommunalwahlen in Brandenburg 2014 ehrenamtliches Mitglied des Kreistages Spree-Neiße, der Stadtverordnetenversammlung Spremberg und des Ortsbeirates Graustein. Seit Januar 2016 ist er Vorsitzender des CDU-Kreisverbandes Spree-Neiße.

## Abgeordneter
Mit der Landtagswahl 2014 ist es Raik Nowka erstmals seit 1994 gelungen, ein Direktmandat für die CDU im Landtagswahlkreis Spree-Neiße II zu erlangen. Er setzte sich damit gegen den Kandidaten Jörg Rakete von der SPD durch.
Die CDU-Landtagsfraktion in Potsdam wählte den Juristen Ende September 2014 aufgrund seiner beruflichen Erfahrungen zum gesundheitspolitischen Sprecher. Damit übernahm er den Posten von Michael Schierack, der die Funktion bis dahin ausgeübt hatte.